# Attack! Attack!
Gli Attack! Attack! sono stati un gruppo musicale gallese formatosi nel 2006. Dopo aver pubblicato il suo terzo e ultimo album Long Road to Nowhere il 1º aprile 2013, la band tiene un breve tour di addio nel Regno Unito per poi sciogliersi definitivamente.

## Formazione

### Ultima
- Neil Starr – voce, chitarra (2006-2013)
- Will Davies – basso (2006-2013)

### Turnisti
- Todd Campbell – chitarra ritmica (2013)
- Paul Jones – batteria (2013)

### Ex componenti
- Ryan Day – chitarra, cori (2006-2012)
- Mike Griffiths – batteria (2006-2013)

## Discografia

### Album in studio
- 2008 – Attack! Attack!
- 2010 – The Latest Fashion
- 2013 – Long Road to Nowhere

### EP
- 2009 – This Is a Test
- 2012 – Attack! Attack! Unplugged